# Acacia estrophiolata
Acacia estrophiolata — вид квіткових рослин з родини бобових. Ареал: Австралія (Північна територія, Південна Австралія, Західна Австралія, Квінсленд).

## Середовище проживання
Зазвичай він зустрічається в районах із середньою кількістю опадів приблизно 220–350 мм/рік. A. estrophiolata росте здебільшого на піщаних алювіальних рівнинах у піщаних добре дренованих ґрунтах, зустрічається як розкидані дерева серед високих відкритих чагарників і відкритих лісових угруповань.

## Біоморфологічна характеристика
Це дерево, яке виростає приблизно від 4 до 16 метрів у висоту і має діаметр стовбура приблизно до 0,45 м. Він має розлогу крону, яка стає плакучою, коли дерево дорослішає. Молоді рослини мають жорсткі гілки та короткі прямі філодії, які з'являються в пучках. У міру дорослішання дерев гілки стають пониклими, а світло-зелені, гострі філодії збільшуються в довжину, але більше не згруповані. Дерево вирізняється рясним цвітінням кулястих блідо-жовтих квіток після зимових дощів.

## Використання
Традиційно австралійські аборигени використовували жуйку з дерева як солодке частування. Його іноді їдять і сьогодні. Дерево є хорошим кормом для худоби. Насіння їстівне і містить 28,9% білка. Частини дерева використовуються місцево для лікування шкірних проблем, таких як опіки, порізи, короста, виразки, а також для лікування великих ран. Деревина дуже тверда і з неї добре виготовляти стовпи для парканів.